# Вацик Павло Іванович
Павло Іванович Вацик (псевдо: Прут) (нар. 17 липня 1917, с. Заріччя, Надвірнянський повіт, Королівство Галичини і Володимирії, Австро-Угорська імперія, тепер — Надвірнянський район, Івано-Франківська область — пом. 1 березня 1946, біля с. Рибне, Тисменицький район, Івано-Франківська область) — український військовик, майор (за іншими даними полковник) Української повстанської армії, командир сотні УНС «Змії» куреня «Скажені» (1944), курінний куреня «Підкарпатський» (1945) 22-го (Станіславського) Територіального відтинку «Чорний ліс», групи УПА-Захід. Лицар «Срібного Хреста Бойової Заслуги 1 класу»

## Життєпис
Павло Вацик народився 17 липня 1917 року в с. Заріччя у середньо заможній селянській родині. З юних років брав активну участь в місцевому осередку товариства «Просвіта».
У 1938—1939 роках проходив військову службу в Польській армії артилеристом. Брав участь у анексії Польщею в Чехословаччини області Заолжя. Далі працював теслею. 1939 року мобілізований до польської армії. Брав участь у німецько-польській війні. У 1939—1941 роках перебував у рідному селі.

## Бойовий шлях
Із початком німецько-радянської війни за даними кримського архіву КДБ Павло Вацик у складі похідної групи ОУН(м) прибув у Крим разом з румунськими військами, працював помічником військового лікаря. У липні 1942 р. вступив до ОУН(р), один з організаторів госпіталю ОУН у Сімферополі, був помічником керівника загону самооборони ОУН. Далі відкликаний для організації УПА. За іншими джерелами — активно включився у створення української адміністрації та міліції. В 1942—1943 роках служив у допоміжній поліції.
Вступив до лав УНС у листопаді 1943 року, яка наступного року була переформована в УПА. Виконував обов'язки чотового в сотні командира «Різуна» (Василя Андрусяка).
14 жовтня 1944 року призначений командиром сотні «Змії» у курені «Скажені». 7 січня 1945 року «Прут» — командир куреня «Підкарпатський» та підвищений у званні до старшого булавного. Вояк куреню Григорій Костюк ("Вишневий) так характеризував нового курінного : 
| Новий курінний Павло Вацик («Прут») у багато дечому, навіть зовнішнім виглядом, був подібний до командира «Ґреґота». Так само тоді він мав німецьку уніформу, МП, далековид і мапник. Проте він, трохи нижчий і молодший — біля 30 років, мав струнку поставу й гарне обличчя, так що всякому відразу впадав в очі, особливо жінкам. |
Наказом ГВШ УПА від 15 лютого 1946 року підвищений до звання сотника.
21-22 жовтня 1945 р. «Прут», домовившись із «Реном» (Василь Мізерний) і «Коником» (Михайло Гальо), здійснив перший напад на гарнізон у містечку Бірча — опорному пункті польських шовіністичних груп, які постійно тероризували українські села. Курінь за участю місцевих підрозділів УПА здобув периферійні позиції ворога, знищив вогневі точки і після короткого бою відступив, захопивши декілька десятків полонених, яких після відповідної бесіди звільнили. У кінці жовтня або на початку листопада 1945 р. курінь «Прута» відійшов на свої терени.
6 січня 1946 року курінь «Прута» атакував гарнізон прикордонників з 80 осіб у селі Грабівка Станіславської області. Було знищено 12 радянських прикордонників, у тому числі старшого лейтенанта і 4 сержантів, важко поранено 7 військовослужбовців. Повстанці втратили одного вояка, та ще один був поранений.
12 лютого 1946 року два батальйони НКВС здійснили напад на табір куреня «Підкарпатський». Нападали з трьох боків: від сіл Майдан-Посіч-Загвіздя Станіславської області. Після двохгодинного бою курінь відступив у ліс, знищивши 36 та поранивши 13 військовослужбовців НКВС. Курінь при цьому втратив 8 вбитими та З-х поранених вояків.
15 лютого 1946 року курінь «Прута» вів бій проти двох батальйонів НКВС між селами Завій-Майдан Станіславської області. Курінь був повністю оточений, підпустив ворога на відстань 50 метрів та відкрив ураганний вогонь з усіх 22 кулеметів. НКВСівці відступили, втративши 18 вбитими та 3-х поранених.
Загинув 1 березня 1946 у сутичці з НКВС між селами Рибне та Пациків, Тисменицького району, Івано-Франківської області. Тіло було перевезено НКВСівцями до м. Станіслава, де його було повішено на ратуші з написом «Командир банд», та перебувало там протягом тижня.
Наказом ГВШ УПА від 10 жовтня 1946 року посмертно підвищений у званні до майора.

## Нагороди
- Згідно з Виказом відзначених УПА-Захід від 1.09.1946 р. хорунжий УПА, командир куреня «Підкарпатський» Павло Вацик – «Прут» нагороджений Бронзовим хрестом бойової заслуги УПА.
- Згідно з Наказом крайового військового штабу УПА-Захід ч. 20 від 15.08.1946 р. сотник УПА, командир куреня ТВ 22 «Чорний ліс» Павло Вацик – «Прут» нагороджений Срібним хрестом бойової заслуги УПА 1 класу[12].

## Вшанування пам'яті
- 25 лютого 1996 року в селі Заріччя було вшановано 50-річчя від дня його смерті, в чому взяли участь громади УПЦ КП i УГКЦ та їх священики отці Роман та Михайло.

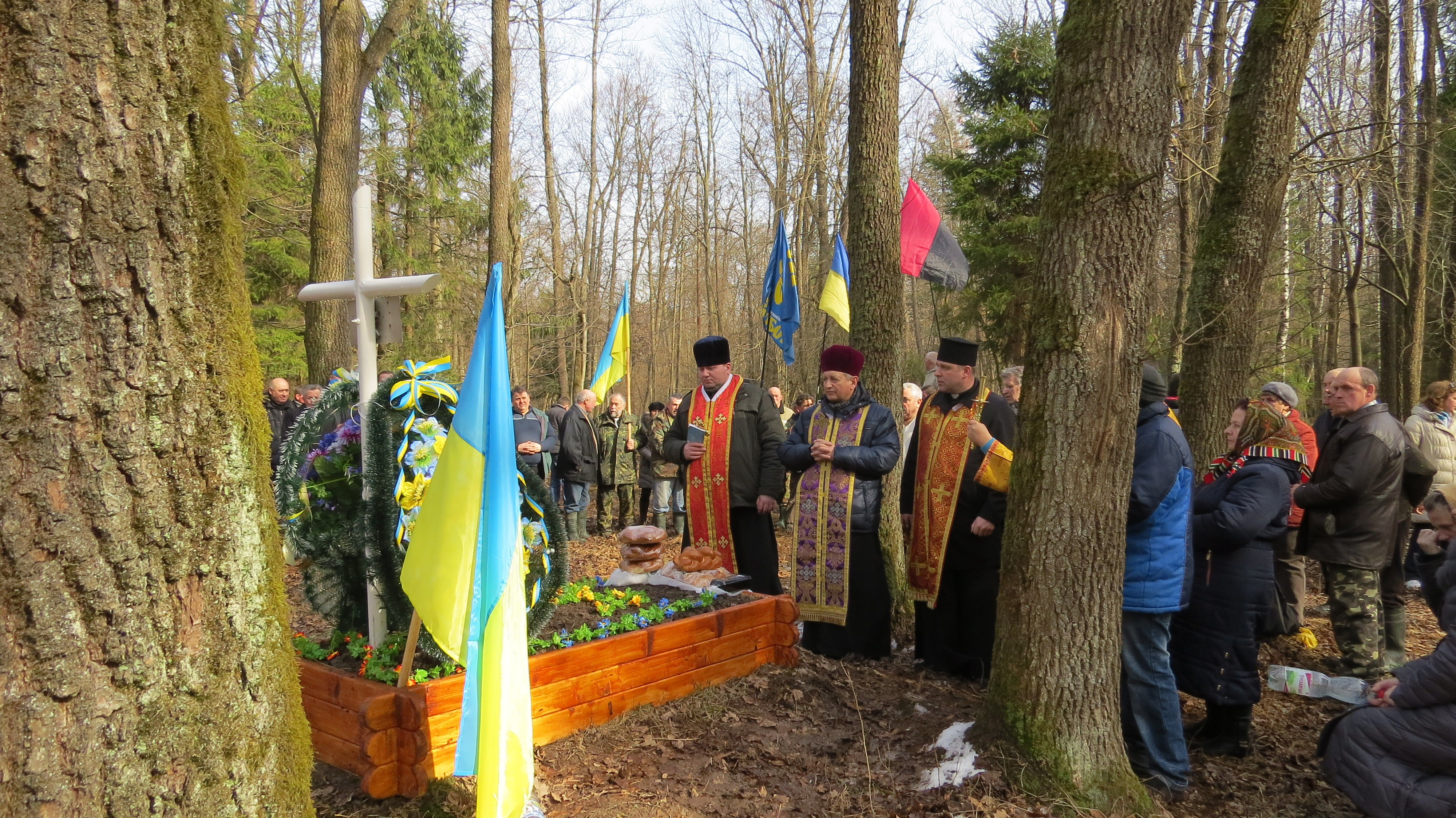
Панахида на місці смерті

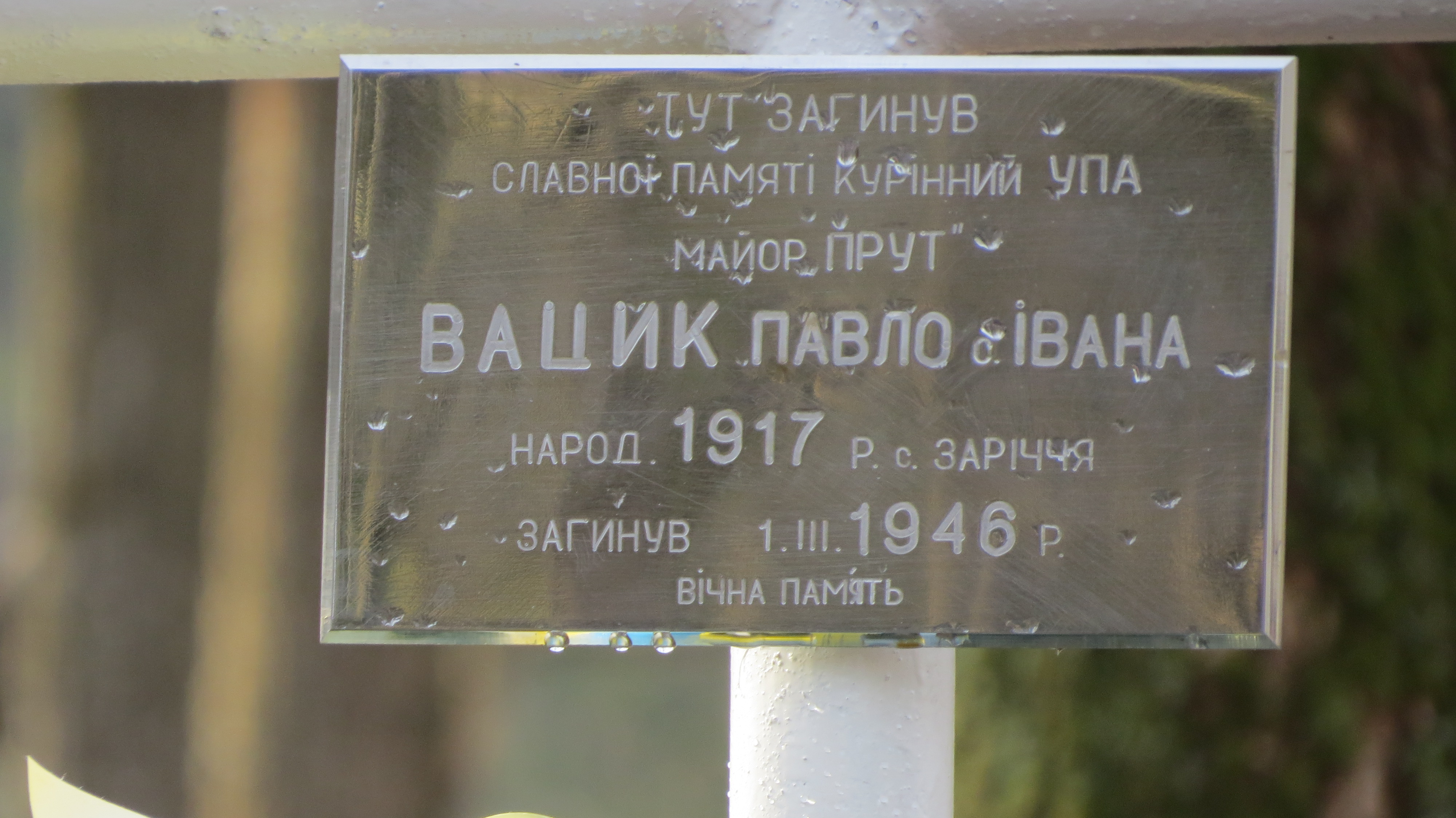
Табличка на могильному Хресті

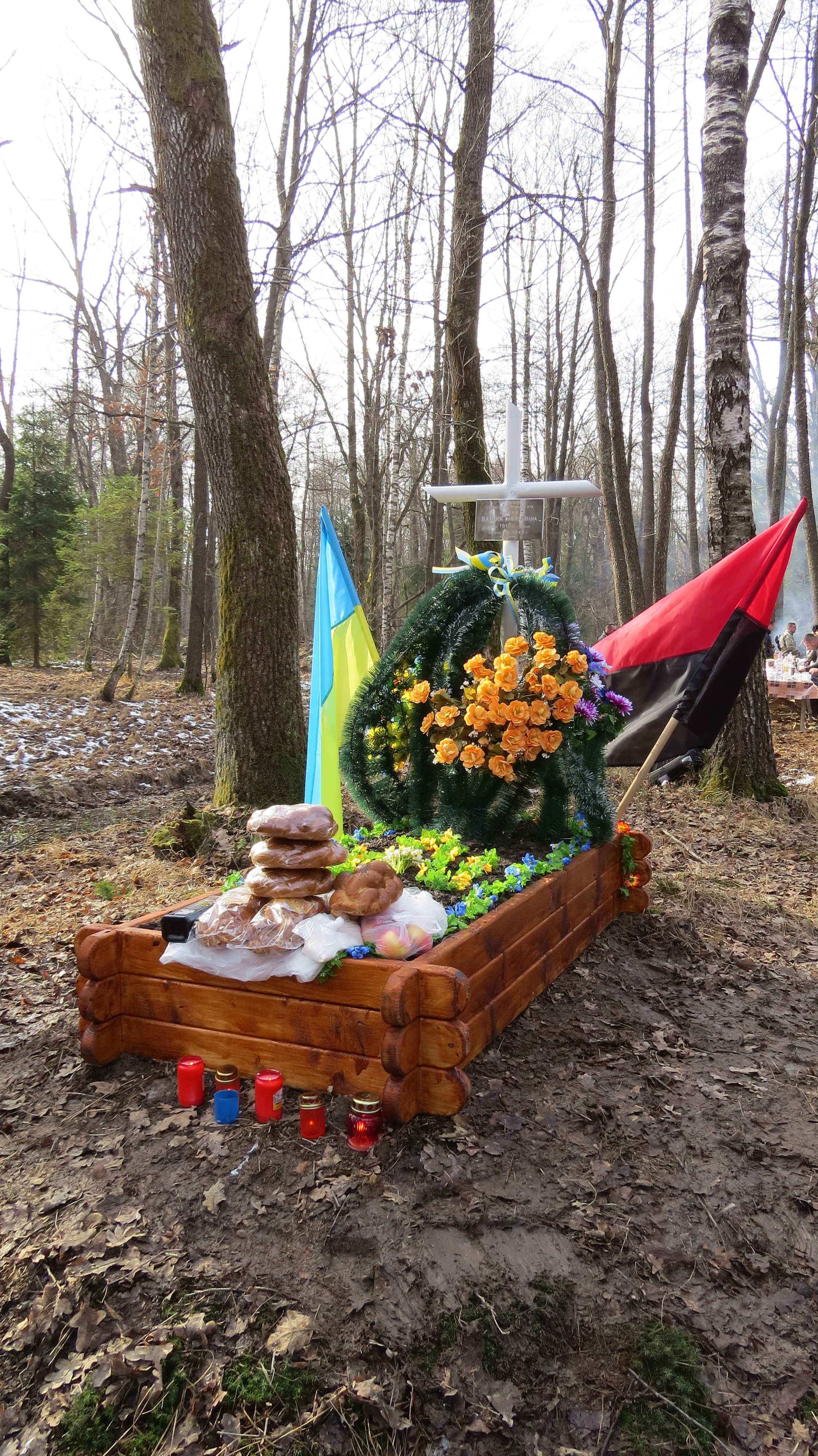
Місце загибелі Павла Вацика

- Активістами осередку НРУ Миколою Стельмащуком, Миколою Вациком, Василем Бігуном за участі людей з села Підлісся Тисменицького району, що знали, де загинув від рук НКВС славної пам'яті Павло Вацик «Прут», було відшукано це місце. У Чорному лісі 12 липня 1996 року було відкрито і освячено пам'ятний хрест за участю громадськості села Заріччя, жителів Надвірнянського району та села Підлісся Тисменецького району, колишніх вояків УПА, що проживають в області[13].

- До 80-річчя від народження Павла Вацика «Прута» було названо його іменем одну з вулиць села, а також встановлено за ініціативою осередку НРУ при в'їзді до неї, пам'ятну стелу, на якій поміщено портрет героя та зроблено відповідний напис[14]. Всю роботу по виготовленню цього знака виконав член осередку НРУ, сільський майстер п. Микола Вацик і його син Микола.

- Освячення та відкриття стели відбулося 12 липня 1997 р. за участю кількох священиків УГКЦ, вояків УПА, гостей з Надвірної та навколишніх сіл.

- 2 січня 2007 року відкрито пам'ятник у рідному селі.
- 21.11.2017 р. від імені Координаційної ради з вшанування пам’яті нагороджених Лицарів ОУН і УПА у с. Зелена Надвірнянського р-ну Івано-Франківської обл. Бронзовий хрест бойової заслуги УПА (№ 027) та Срібний хрест бойової заслуги УПА 1 класу (№ 015) передані Миколі Вацику, сину племінниці Павла Вацика – «Прута».